# Footprinting
 
Le Footprinting est la technique consistant à récolter de l'information sur des systèmes informatiques et toutes les entités auxquelles ils sont rattachés. Cela est effectué par le biais de plusieurs techniques :
- Requêtes DNS ;
- Énumération réseau ;
- Requêtes réseau ;
- Identification du Système d'exploitation ;
- Requêtes sur l'organisation ;
- Balayage Ping ;
- Requêtes sur les points de contacts ;
- Scan de port ;
- Requêtes auprès des registrars (requêtes WHOIS) ;
- Requêtes SNMP ;
- Navigation du World Wide Web.

Dans le jargon de la sécurité informatique, le footprinting se réfère généralement aux étapes précédant une attaque. Quelques utilitaires utilisés pour faire du footprinting : Sam Spade, nslookup, traceroute, Nmap et neotrace.